# Tetragnatha gertschi
Tetragnatha gertschi là một loài nhện trong họ Tetragnathidae.
Loài này thuộc chi Tetragnatha. Tetragnatha gertschi được miêu tả năm 1957 bởi Chickering.